# Waisenrente

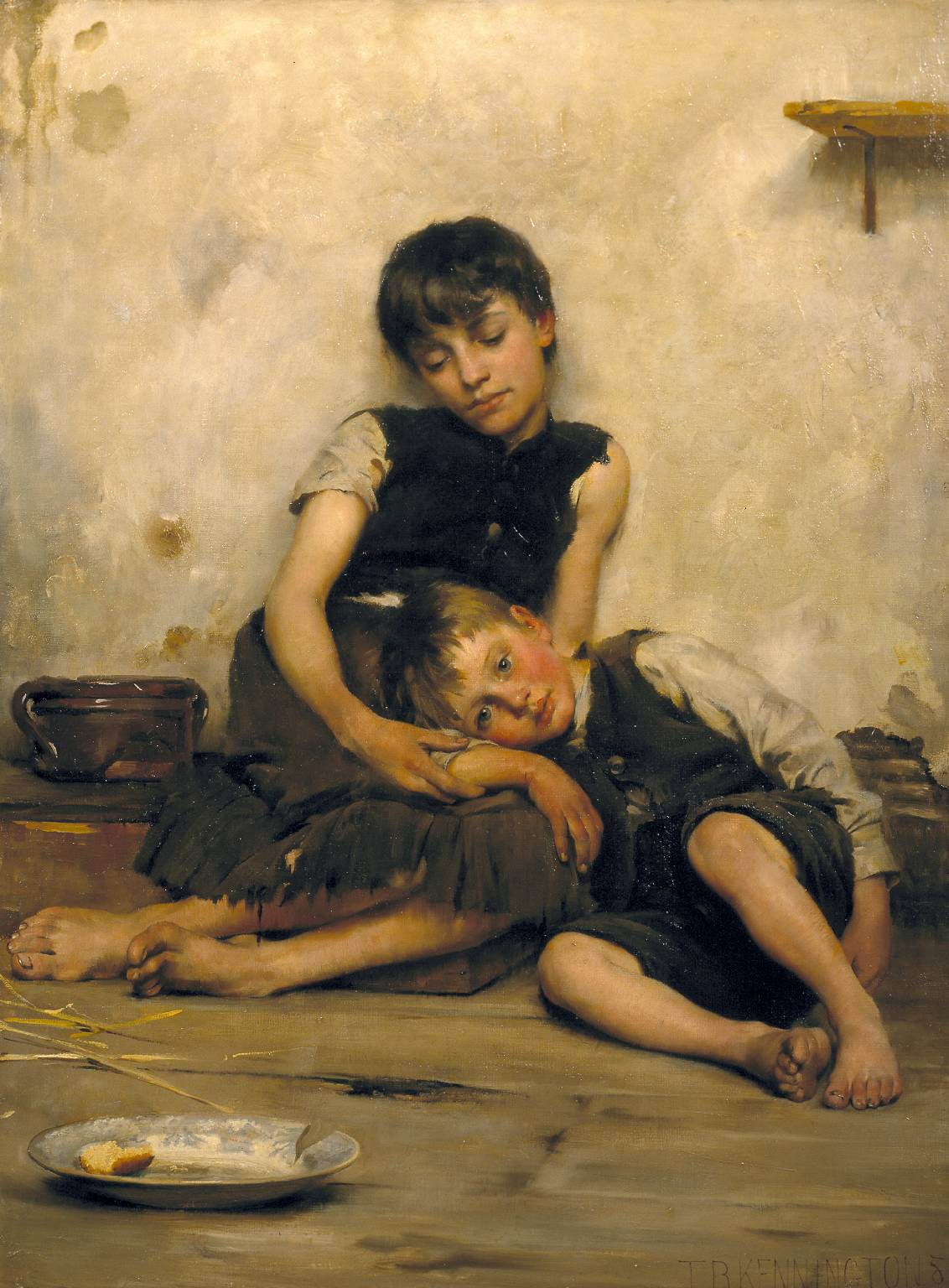
Waisen von Thomas Kennington, 1885 (Tate, London)

Waisenrente ist eine Hinterbliebenenleistung an Kinder eines Verstorbenen (Waisen).
Sie ist eine in verschiedenen Sozialgesetzbüchern vorgesehene Geldleistung und wird außerdem unter der Bezeichnung Waisengeld nach dem Beamtenversorgungsgesetz gewährt. Die Waisen- oder Halbwaisenrente soll nach dem Willen des Gesetzgebers den durch den Tod des Versicherten entfallenden zivilrechtlichen (familienrechtlichen) Unterhalt ersetzen. Sie hat nach der ständigen Rechtsprechung des Bundessozialgerichts Unterhaltsersatzfunktion, weil sie nach dem durch Tod bedingten Wegfall eines bis dahin unterhaltspflichtigen Versicherten eine finanzielle Unterstützung seitens der Versichertengemeinschaft sichern soll, bis die Waise – zumindest in dem durch die gesetzten zeitlichen Grenzen umschriebenen Regelfall – selbst in der Lage ist, für den eigenen Unterhalt aufzukommen. Sinn der Regelung über die Gewährung von Waisengeld ist ebenfalls, einer Beamtenwaise finanzielle Betreuung angedeihen zu lassen bis zu jenem Zeitpunkt, in dem ein Kind typischerweise auf eigenen Füßen zu stehen vermag und elterlicher Obhut nicht mehr bedarf.

## Sozialgesetzbücher

### Rentenversicherung (SGB VI)
In der gesetzlichen Rentenversicherung zählt die Waisenrente zu den Renten wegen Todes (§ 33 Abs. 4 Nr. 4 SGB VI). Kinder haben nach dem Tod eines Elternteils Anspruch auf Halb- bzw. Vollwaisenrente, wenn der verstorbene Elternteil die allgemeine Wartezeit erfüllt hat (§ 48 Abs. 1, 2 SGB VI).

### Unfallversicherung (SGB VII)
Voraussetzungen und Höhe der Waisenrente sind in § 67, § 68 SGB VII geregelt. Der Anspruch besteht nur, wenn der Tod des Versicherten infolge eines Versicherungsfalls (Arbeitsunfall oder Berufskrankheit) eingetreten ist (§ 63 Abs. 1, § 7 SGB VII).
§ 63 Abs. 1 Satz 1 SGB VII stellt klar, dass die Hinterbliebenen einen eigenen Anspruch auf Leistungen haben. Daher haben etwaige Bescheide über die Anerkennung eines Arbeitsunfalls oder einer Berufskrankheit, die gegenüber dem Versicherten ergangen sind, ihnen gegenüber keinerlei Bindungswirkung. Dies gilt sowohl für Ablehnungs- als auch für Bewilligungsbescheide, mithin sowohl zugunsten als auch zulasten der Hinterbliebenen. Vielmehr ist von neuem zu prüfen, ob diese Voraussetzungen vorliegen. Stellt sich bei der Prüfung heraus, dass in der Vergangenheit nach dem aktuellen Stand der Erkenntnis Fehler unterlaufen sind, kann der Versicherungsfall der Feststellung der Leistungen an Hinterbliebene nicht mehr zugrunde gelegt werden.

### Soziales Entschädigungsrecht
Ist ein Beschädigter  an den Folgen einer Schädigung im Sinne des Bundesversorgungsgesetzes gestorben, haben neben der Witwe, dem hinterbliebene Lebenspartner und den Verwandten der aufsteigenden Linie auch die Waisen Anspruch auf Hinterbliebenenrente (§ 38 Abs. 1 BVG). Die Waisenrente ist in § 45 BVG geregelt.

## Beamtenversorgung
Die Kinder eines verstorbenen Beamten auf Lebenszeit, eines verstorbenen Ruhestandsbeamten oder eines verstorbenen Beamten auf Probe, der an den Folgen einer Dienstbeschädigung verstorben ist oder wegen Dienstunfähigkeit in den Ruhestand versetzt worden war, erhalten Waisengeld, wenn der Beamte eine Dienstzeit von mindestens fünf Jahren abgeleistet hat  (§ 23 Abs. 1 BeamtVG). Angenommenen Kindern kann ein Unterhaltsbeitrag bis zur Höhe des Waisengeldes bewilligt werden (§ 23 Abs. 2 BeamtVG).
Die Höhe richtet sich grundsätzlich nach der Höhe des Ruhegehalts, das der Verstorbene erhalten hat oder hätte erhalten können, wenn er am Todestag in den Ruhestand getreten wäre (§ 24 BeamtVG).

## Einzelne Regelungen
Der Kinderbegriff ist für die gesetzliche Rentenversicherung (§ 48 Sechstes Buch Sozialgesetzbuch) und Unfallversicherung (§ 67 Siebtes Buch Sozialgesetzbuch) sowie bei der Alterssicherung für Landwirte identisch. Waisenrentenberechtigt sind leibliche Kinder (bei außerehelich geborenen Kindern jedoch seitens des Vaters nur bei erfolgter Vaterschaftsanerkennung oder Vaterschaftsfeststellung) sowie adoptierte Kinder.
Ihnen gleichgestellt sind Stief- und Pflegekinder, die im Haushalt des Verstorbenen aufgenommen waren, sowie Enkelkinder und Geschwister, die in den Haushalt des Verstorbenen aufgenommen waren oder von ihm überwiegend unterhalten wurden.
Nach dem Bundesversorgungsgesetz (§§ 38 ff.) und nach dem Opferentschädigungsgesetz (OEG) erhalten Enkel und Geschwister abweichend von obiger Regelung keine Waisenrente. Stiefkinder, die der Verstorbene im Haushalt aufnahm, sind aber erfasst, ebenso Pflegekinder im Sinne von § 2 Absatz 1 Satz 1 Nr. 2 Bundeskindergeldgesetz, die der Verstorbene wenigstens seit einem vor der Schädigung oder vor der Anerkennung der Folgen der Schädigung liegenden Zeitpunkt oder bei seinem Tode seit mindestens einem Jahr unentgeltlich unterhielt.
Waisenrente wird an sich bis zur Volljährigkeit gezahlt – oder bis zum 27. Lebensjahr während einer Ausbildung wie z. B. Schule, betriebliche Ausbildung, Studium, im Bundesfreiwilligendienst, wenn man ein freiwilliges ökologisches Jahr oder ein freiwilliges soziales Jahr absolviert, einen nationalen oder internationalen freiwilligen Dienst im Sinn des § 32 Abs. 4 Satz 1 Nr. 2 des Einkommensteuergesetzes leistet (5. SGB IV-ÄndG) oder aufgrund einer Behinderung nicht sich selbst unterhalten kann.
Bei Ableistung eines Europäischen Freiwilligendienstes wird keine Waisenrente gezahlt. Durch einen abgeleisteten Freiwilligendienst / Wehrdienst verlängert sich die Altersgrenze um den abgeleisteten Zeitraum (Bsp.: 12 Monate Dienst = 12 Monate Verlängerung bis zum 28. Lebensjahr).
Altersgrenzenregelungen anderer Gesetze (vgl. Bundeskindergeldgesetz) spielen für die Gewährung von Waisenrente keine Rolle. Ebenso wenig hängt die Höhe der Waisenrente vom Kindergeld und dessen Bewilligung ab.
Liegen zwischen einer früheren und einer neuen Ausbildung bis zu vier Monate, wird die Waisenrente auch für die Übergangszeit gezahlt. Bei Unterbrechungen oder Verzögerungen der Ausbildung durch Wehrdienst oder Zivildienst wird die Berechtigungsdauer um die Pausenzeit verlängert. Bei der Schulausbildung ist Voraussetzung, dass sie die Zeit- und Arbeitskraft der Waise überwiegend beansprucht.
Eine betriebliche Ausbildung liegt nicht vor, wenn eine Beschäftigung gegen ein Entgelt ausgeübt wird, das als übliches Entgelt eines nicht zur Ausbildung Beschäftigten gelten kann. Vor dem 1. Juli 2015 wurde ab vollendetem 18. Lebensjahr eine Einkommensanrechnung auf die Waisenrente durchgeführt. Seither entfällt dies (5. SGB IV-ÄndG).
In einem Vollzeitstudium und einem Arbeitsverhältnis  bis zu 20 Stunden/Woche ist der Verdienst aus einem Nebenjob unerheblich für den Waisenrentenanspruch. Dieser Anspruch wird durch eine Eheschließung oder Eingehen einer Lebenspartnerschaft nach dem 18. Lebensjahr nicht ausgeschlossen. Er erlischt auch nicht mit der Adoption des Waisenrentenberechtigten (§ 1755 BGB).
Die Höhe der Waisenrente ist von der Höhe der Rentenansprüche des Verstorbenen abhängig (für Unfallversicherung geregelt in § 68 Siebtes Buch Sozialgesetzbuch).
Seit dem 1. Januar 2017 sind Bezieher und Antragsteller von Waisenrente grundsätzlich in der Krankenversicherung der Rentner versicherungspflichtig (§ 5 Abs. 1 Nr. 11b lit. a SGB V). Vorher hing die Aufnahme in die gesetzliche Krankenversicherung von der Erfüllung der Vorversicherungszeit durch den verstorbenen Elternteil ab. Abgeschafft wurde die Beitragspflicht bis zur Vollendung des 25. Lebensjahres. Seitdem ist die Versicherung in dieser Zeit beitragsfrei. Ab dem 25. Geburtstag müssen von der Waisenrente Beiträge an die Krankenversicherung entrichtet werden. (§ 237 Satz 2 SGB V) Durch einen abgeleisteten Freiwilligendienst verlängert sich die Beitragsfreiheit um den abgeleisteten Zeitraum (Bsp.: 12 Monate Dienst = 12 Monate Verlängerung bzw. bis zur Vollendung des 26. Lebensjahres). Befindet sich die Waise danach weiterhin im Studium, wird sie nun nicht mehr als (Waisen-)Rentner versichert, sondern in der Krankenversicherung der Studenten. Hierbei sind Beiträge von ca. 90 Euro/Monat für Studierende unter 30 Jahren zu zahlen.